# Microchilus micayvallis
Microchilus micayvallis är en orkidéart som beskrevs av Paul Ormerod. Microchilus micayvallis ingår i släktet Microchilus och familjen orkidéer. Inga underarter finns listade i Catalogue of Life.